# Fédération mondiale de karaté
La Fédération mondiale de karaté ou FMK (en anglais, World Karate Federation ou WKF), est le principal organisme dirigeant du karaté dans le monde et le seul reconnu par le Comité international olympique.

## Historique
Fondée en juin 1970 sous le nom de World Union of Karate-do Organizations grâce à l'impulsion du Français feu Jacques Delcourt, qui fut Président honoraire. Elle a son siège à Madrid et est actuellement dirigée par l'Espagnol Antonio Espinos. Elle organise tous les deux ans des championnats du monde de karaté seniors depuis l'année de sa création et des championnats du monde de karaté juniors et cadets depuis 1999.

## Styles reconnus
Les styles de karaté-do reconnus par la WKF sont le Shotokan, le Wado, le Goju et le Shito.

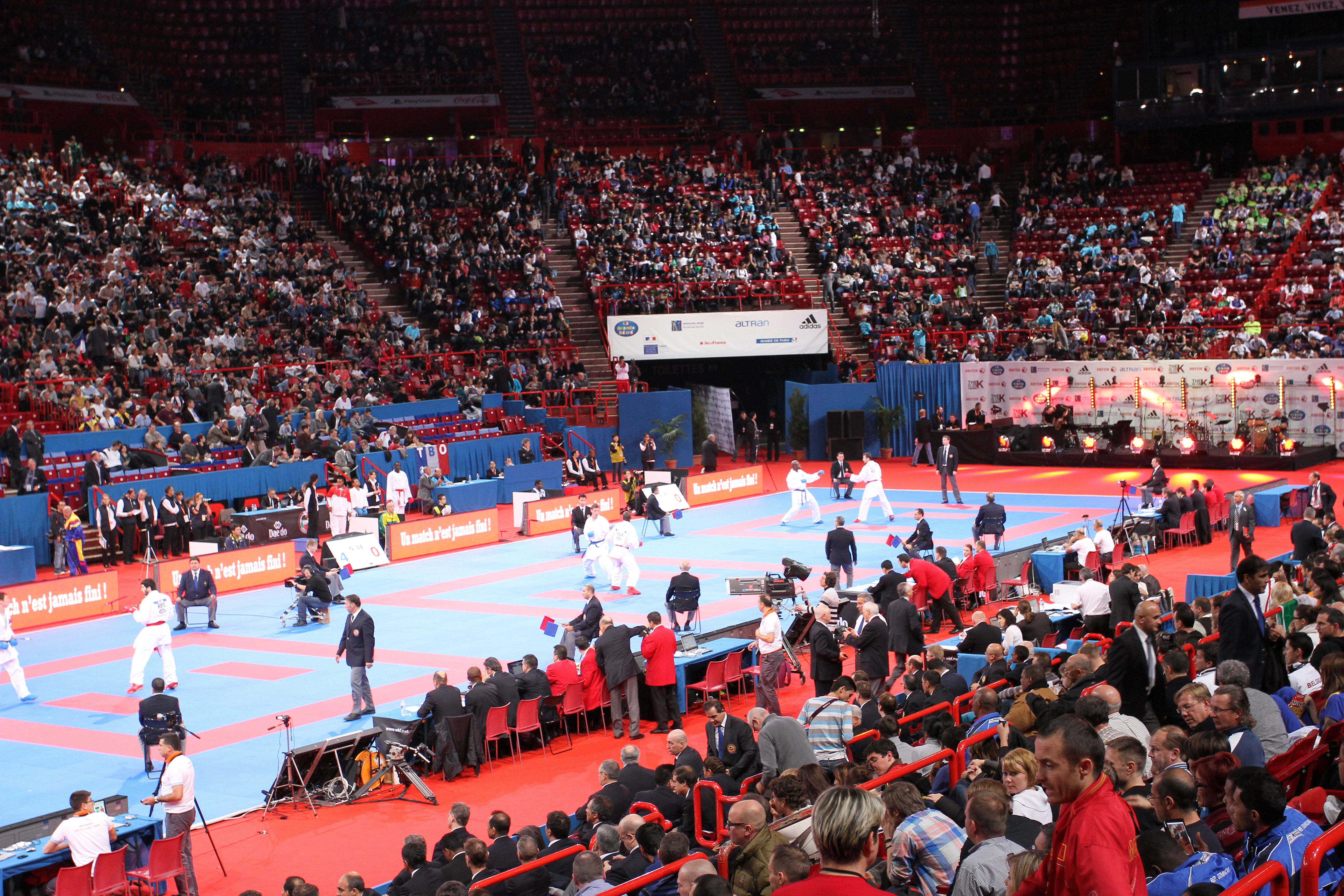
Paris 2012 XXI World Championships

## Associations membres
En 2021, elle compte 196 membres.
| Afrique African Karate Federation 49 membres | Asie Asian Karate Federation 44 membres | Amériques Panamerican Karate Federation 37 membres | Europe European Karate Federation 54 membres | Océanie Oceanian Karate Federation 12 membres |
| --- | --- | --- | --- | --- |
| - Algérie - Angola - Bénin - Botswana - Burkina Faso - Burundi - Cameroun - Cap-Vert - République centrafricaine - Tchad - Comores - République du Congo - République démocratique du Congo - Djibouti - Égypte - Guinée équatoriale - Éthiopie - Gabon - Gambie - Ghana - Guinée - Côte d'Ivoire - Kenya - Liberia - Libye - Madagascar - Mali - Mauritanie - Maurice - Maroc - Mozambique - Namibie - Niger - Nigeria - Rwanda - Sao Tomé-et-Principe - Sénégal - Seychelles - Sierra Leone - Somalie - Afrique du Sud - Soudan - Eswatini - Togo - Tunisie - Ouganda - Tanzanie - Zambie | - Afghanistan - Bahreïn - Bangladesh - Bhoutan - Brunei - Cambodge - Chinese Taipei - Corée du Nord - Timor oriental - Hong Kong - Inde - Indonésie - Irak - Iran - Japon - Jordanie - Kazakhstan - Koweït - Kirghizistan - Laos - Liban - Macao - Malaisie - Mongolie - Birmanie - Népal - Oman - Pakistan - Palestine - Philippines - Chine - Qatar - Corée du Sud - Arabie saoudite - Singapour - Sri Lanka - Syrie - Tadjikistan - Thaïlande - Turkménistan - Émirats arabes unis - Ouzbékistan - Viêt Nam - Yémen | - Antigua-et-Barbuda - Argentine - Aruba - Bahamas - Belize - Bermudes - Bolivie - Brésil - Canada - Îles Caïmans - Chili - Colombie - Costa Rica - Cuba - Curaçao - République dominicaine - Équateur - Salvador - Grenade - Guatemala - Guyana - Haïti - Honduras - Jamaïque - Martinique - Mexique - Nicaragua - Panama - Paraguay - Pérou - Porto Rico - Sainte-Lucie - Saint-Vincent-et-les-Grenadines - Suriname - Trinité-et-Tobago - États-Unis - Uruguay - Venezuela | - Albanie - Andorre - Arménie - Autriche - Azerbaïdjan - Biélorussie - Belgique - Bosnie-Herzégovine - Bulgarie - Croatie - Chypre - République tchèque - Danemark - Angleterre - Estonie - Finlande - France - Macédoine - Géorgie - Allemagne - Grande-Bretagne - Grèce - Hongrie - Islande - Irlande - Israël - Italie - Kosovo - Lettonie - Liechtenstein - Lituanie - Luxembourg - Malte - Monaco - Monténégro - Pays-Bas - Irlande du Nord - Norvège - Pologne - Portugal - Moldavie - Roumanie - Russie - Saint-Marin - Écosse - Serbie - Slovaquie - Slovénie - Espagne - Suède - Suisse - Turquie - Ukraine - Pays de Galles | - Australie - Îles Cook - Fidji - Polynésie française - Guam - Nauru - Nouvelle-Calédonie - Nouvelle-Zélande - Papouasie-Nouvelle-Guinée - Samoa - Vanuatu - Wallis-et-Futuna |